# Jiří Pták
Jiří Pták (* 24. března 1946 Děčín) je bývalý československý veslař, startující na pozici kormidelníka. Jako první veslař v historii nastoupil na šesti olympiádách: v roce 1968 byl na osmě pátý, v roce 1972 desátý, v roce 1976 šestý, v roce 1980 čtvrtý, v roce 1984 Československo hry bojkotovalo, v roce 1988 se zúčastnil závodu dvojek s kormidelníkem, v němž obsadil sedmé místo, a v roce 1992 byl s osmou dvanáctý. Reprezentoval také na patnácti světových šampionátech: na dvojce s kormidelníkem získal spolu s Karlem Mejtou a Karlem Neffem bronzovou medaili na mistrovství světa ve veslování 1977 a stříbrnou na mistrovství světa ve veslování 1978, na čtyřce s kormidelníkem obsadil druhé místo na mistrovství světa ve veslování 1982 (v lodi byli kromě něj Vojtěch Caska, Josef Neštický, Jan Kabrhel a Karel Neffe) i na mistrovství světa ve veslování 1989 (posádku dále tvořili Michal Šubrt, Pavel Menšík, Dušan Vičík a Dušan Macháček). Většinu závodní kariéry strávil v ASC Dukla Praha, kde později působil jako trenér.